# بریزا
بریزا (به انگلیسی: Breeza) یک شهرک در استرالیا است که در نیو ساوت ولز واقع شده‌است.